# 山口廉史
山口 廉史（やまぐち れんし、1992年9月16日 - ）は、神奈川県横浜市出身のサッカー選手。ポジションはMF。

## 経歴
元々は地元の小学校のチームでプレーしていたが、後にあざみ野FCに入団。その後は桐蔭学園中学校・高等学校に在学し、プレーを続けた。
高校卒業後は法政大学スポーツ健康学部に進学し、同校体育会サッカー部に所属した。4年になるまでトップチームでの出場がなかったが、夏頃からチャンスを掴み、トップチームに定着。レギュラーとして試合に出場し、最後は関東大学2部リーグで優勝を果たした。
大学卒業後の2015年、Sリーグのホウガン・ユナイテッドFCに加入。
2016年、ラオ・トヨタFCに移籍し、AFCカップ2016に出場した。
2019年シーズンはタイ・リーグ2のウボンUMTユナイテッドFCでプレー。しかしクラブはリーグ17位で降格が決まってしまう。
2019年12月19日、タイ・リーグ2のアユタヤ・ユナイテッドFCと契約。しかし、COVID-19パンデミックによりリーグが第4節で中断し、秋春制への移行が決まったことを受けて移籍期間が設けられ、2020年8月にラムパーンFCに移籍。
2021年6月、インドネシア・リーガ1のアレマFCと契約。